# Municipio de Warren (Nueva Jersey)
El municipio de Warren (en inglés: Warren Township) es un municipio ubicado en el condado de Somerset en el estado estadounidense de Nueva Jersey. En el año 2010 tenía una población de 15,311 habitantes y una densidad poblacional de 301 personas por km².

## Geografía
El municipio de Warren se encuentra ubicado en las coordenadas 40°38′1″N 74°30′3″O / 40.63361, -74.50083.

## Demografía
Según la Oficina del Censo en 2000 los ingresos medios por hogar en el municipio eran de $103,677 y los ingresos medios por familia eran $121,264. Los hombres tenían unos ingresos medios de $80,231 frente a los $46,356 para las mujeres. La renta per cápita para la localidad era de $49,475. Alrededor del 2.1% de la población estaba por debajo del umbral de pobreza.